# Rossia moelleri

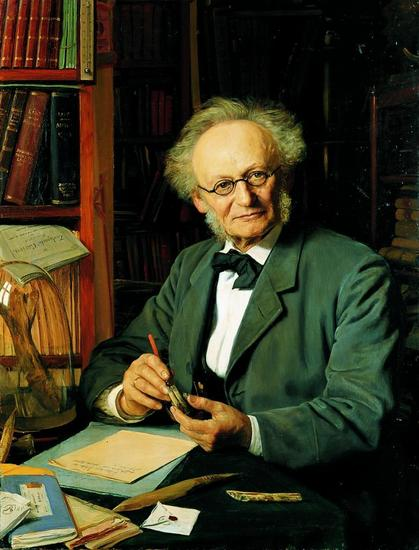
Автор первого описания вида датский зоолог Япетус Стенструп.

Rossia moelleri  (лат.) — вид головоногих моллюсков рода Rossia из семейства сепиолиды (Sepiolidae).

## Распространение
Арктический вид. Атлантический океан и Северный Ледовитый океан: от Канады и островов Гренландия и Шпицберген до моря Лаптевых. Встречаются на глубинах от 17 до 250 м.

## Описание
Мелкие головоногие моллюски, длина до 5 см.
Щупальцы с расширенной неизогнутой булавой. Гектокотилизированы обе спинные руки. Гладиус развит. Светящиеся органы на чернильном мешке и папиллоивидные железы по бокам прямой кишки отсутствуют. Голова и передний край мантии не срастаются на спинной стороне. Вид был впервые описан в 1856 году датским зоологом Япетусом Стенструпом (Johannes Japetus Smith Steenstrup; 1813—1897). В Норвежских водах головоногим моллюском R. moelleri питаются такие рыбы, как пикша (Melanogrammus aeglefinus) и атлантическая треска (Gadus  morhua).
Включен в список Международной Красной книги МСОП в статусе LC (Least Concern).